# Dasypolia minuta
Dasypolia minuta är en fjärilsart som beskrevs av Ronkay, Varga och Gottfried Behounek 1991. Dasypolia minuta ingår i släktet Dasypolia och familjen nattflyn. Inga underarter finns listade i Catalogue of Life.